# سندیکای کارخانجات چای شمال
سندیکای کارخانجات چای شمال تنها تشکل صنفی کارخانجات چای‌سازی ایران است. سندیکای کارخانجات چای شمال در سال ۱۳۴۱ به وسیله شمس‌الدین علمی غروی و ۱۱ صاحب کارخانه چای‌سازی دیگر تأسیس شد و هم‌اکنون ۱۷۴ عضو دارد. مقر این سندیکا در لاهیجان است.

## پیشینه
شمس‌الدین علمی غروی نماینده لاهیجان در دوره هفدهم مجلس شورای ملی پس از کودتای ۱۳۳۲ از فعالیت سیاسی کناره‌گیری کرد و به ساخت کارخانجات چای در املش مشغول شد. او از آن زمان پیگیر حل مشکلات کارخانجات چای کشور شد. او همچنین سندیکای کارخانجات چای را بنیان نهاد و ریاست آن را بر عهده گرفت.
از جمله فعالیت‌های این سندیکا، برگزاری همایش کشوری چای (به همراه دانشگاه علوم پزشکی گیلان) و نیز کارگاه‌های آموزشی فراوری و تکنولوژی چای است.
در سال‌های اخیر مشکلات مالی، اعضای این سندیکا را برای ادامه فعالیت دچار چالش کرده‌ است. در سال ۱۳۸۸ هیئت مدیره سندیکا به دلیل عدم اجرای مصوبات هیئت وزیران در ستاد راهبردی چای استعفا دادند. این سندیکا در سال ۱۳۸۷ در نامه‌ای به محمود احمدی‌نژاد رئیس‌جمهور نوشته بود: «کارخانجات چای‌سازی در تعطیلی دائم قرارگرفته و اگر تا چند روز آینده این مصوبات اجرایی نگردد کارخانجات قادر به باز کردن نخواهند بود و ضمن ورشکستگی کامل کارخانجات چای‌سازی ۵۵ هزار خانوار کشاورز چایکار نیز ناامید از تلاش‌های خود و پدران خویش باغات را رها و فاتحه چای را زمزمه خواهند کرد.»